# Pseudoceros sapphirinus
Pseudoceros sapphirinusは、ニセツノヒラムシ属に属するヒラムシの一種である。オーストラリア、パラオ、フィリピンから報告がある。体色は黒く、縁に沿って青い帯がある。類似した外見を持つPseudoceros caeruleocinctus と同種であるとする研究もある。